# علی پاشا یوآنینا
علی پاشای یوآنینا (انگلیسی: Ali Pasha of Ioannina؛ ۱۷۴۰ – ۲۴ ژانویه ۱۸۲۲) موسوم به علی پاشای تپلنی یا علی پاشای یانینا و شیر یانینا، یک حاکم عثمانی آلبانیایی بود که به عنوان پاشا بر بخش بزرگی از روملیا -قلمروهای اروپایی امپراتوری عثمانی- خدمت کرد. دربار وی در یوآنینا واقع بود و قلمرویی که وی بر آن حکم می‌راند شامل بخش‌های زیادی از اپیروس و بخش‌های غربی تسالی و مقدونیهٔ یونان می‌شد. علی دارای سه پسر بود: مُهتر پاشا، کسی که در جنگ ۱۸۰۹ در برابر روس‌ها شرکت جست، ولی پاشا، کسی که پاشای ایالت موره بود و صالح پاشا، حکمران ولوره.
نام علی در بایگانی‌های تاریخی نخستین بار به عنوان رهبر یک گروه راهزن که در بسیاری از زد و خوردها با مأموران عثمانی در آلبانی و اپیروس شرکت داشت، ثبت شده‌است. وی به دستگاه اداری-نظامی امپراتوری عثمانی راه یافت و تا ۱۷۸۸ که به عنوان پاشا منصوب شد، سِمت‌های گوناگونی را عهده‌دار شد. مهارت‌های دیپلماتیک و اجرایی اش، علایقش به آرمان‌ها و مفاهیم نوگرا، تقوای معروفش، بیطرفی مذهبی اش، سرکوبی راهزنی‌ها، انتقامجویی و سختگیری اش در تحمیل نظم و قانون، و اقدامات چپاولگرانه∗اش در قبال اشخاص و جمعیت‌ها با هدف افزایش درآمد خود، هم تحسین و هم انتقاد معاصرینش را برانگیختند و تا به حال نیز در میان تاریخ نگاران راجع به شخصیت وی جربحث هست. سرانجام با اقداماتی که خشم حکومت مرکزی عثمانی را برانگیختند، علی پاشا در ۱۸۲۰ متهم به راه اندزی شورش شد و در ۱۸۲۲ در سن ۸۱ یا ۸۲ سالگی کشته شد و سَر وی را برای سلطان محمود دوم فرستادند. در ادبیات اروپایی وی تجسمی از یک «مستبد شرقی» شد.